# Gammarus rifatlensis
Gammarus rifatlensis is een vlokreeftensoort uit de familie van de Gammaridae. De wetenschappelijke naam van de soort is voor het eerst geldig gepubliceerd in 2006 door Fadil.